# Mycena latifolia
Mycena latifolia är en svampart som först beskrevs av Peck, och fick sitt nu gällande namn av A.H. Sm. 1935. Enligt Catalogue of Life ingår Mycena latifolia i släktet Mycena,  och familjen Mycenaceae, men enligt Dyntaxa är tillhörigheten istället släktet Mycena,  och familjen Favolaschiaceae. Arten är reproducerande i Sverige. Inga underarter finns listade i Catalogue of Life.

## Källor

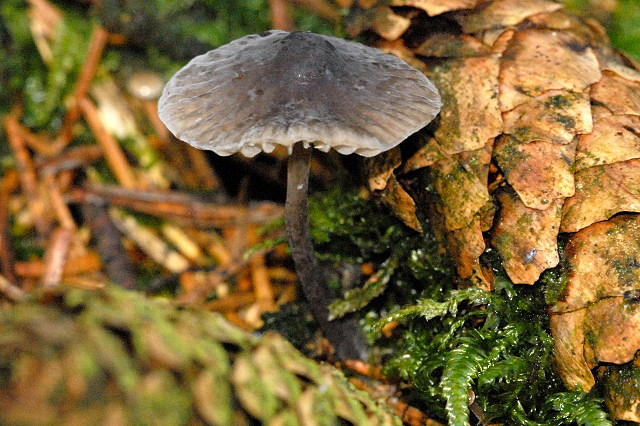
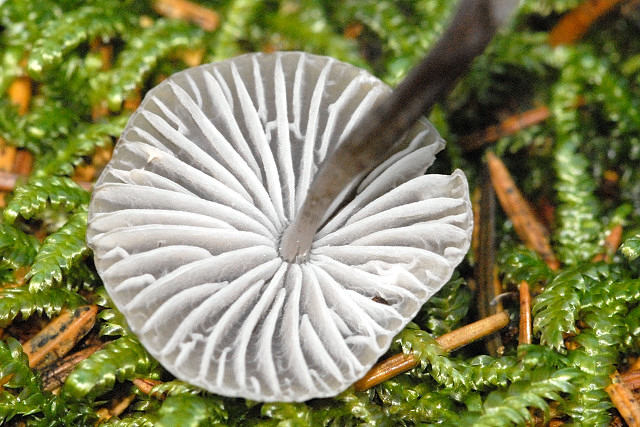
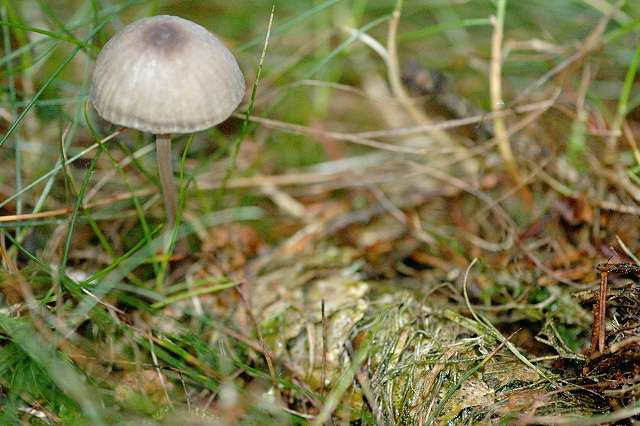
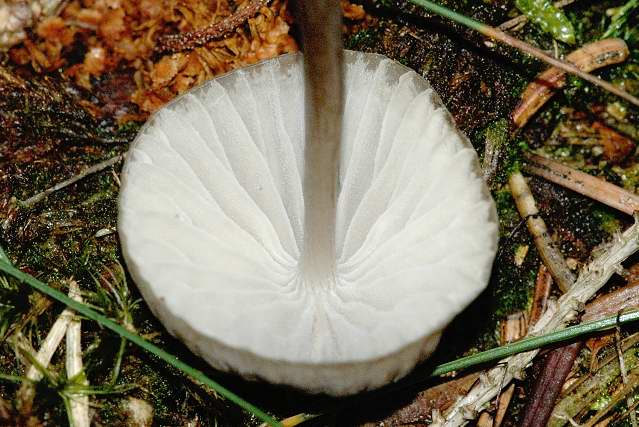